# 8357 O'Connor
8357 O'Connor (1989 SC1) là một tiểu hành tinh vành đai chính.